# Savignac-Mona
Savignac-Mona är en kommun i departementet Gers i regionen Occitanien i sydvästra Frankrike. Kommunen ligger i kantonen Samatan som tillhör arrondissementet Auch. År 2022 hade Savignac-Mona 145 invånare.

## Befolkningsutveckling
Antalet invånare i kommunen Savignac-Mona
Referens:INSEE